# Helmer Petersen
Helmer Petersen (4. marts 1920 – ?) var en dansk atlet medlem af Københavns IF. 
Petersen blev nummer otte i stangspring på EM 1946 i Oslo med et spring på 3,90. Vandt det danske mesterskab i stangspring fem år i træk 1942-1946. Han arbejde som bogtrykker.

## Danske mesterskaber
- Sølv 1948 Stangspring 3,75
- Sølv 1947 Stangspring 3,70
- Guld 1946 Stangspring 3,80
- Guld 1945 Stangspring 3,80
- Guld 1944 Stangspring 3,95
- Guld 1943 Stangspring 4,08
- Guld 1942 Stangspring 4,02
- Sølv 1941 Stangspring 3,90
- Bronze 1940 Stangspring 3,80

## Personlige rekorder
- 100 meter 11.4 1942
- Højdespring 1.76 1940
- Længdespring: 6.21 1945
- Stangspring: 4,08 1943